# Lasbek
Lasbek (niederdeutsch Lasbeek) ist eine Gemeinde im Kreis Stormarn in Schleswig-Holstein. Zur Gemeinde gehören die Ortsteile Barkhorst, Lasbek-Dorf, Lasbek-Gut und Krummbek.

## Geografie und Verkehr
Lasbek liegt etwa zehn Kilometer östlich von Bargteheide. Die Bundesautobahn 1 verläuft durch die Gemeinde. Der Rögenbach, der Krummbach und die Süderbeste fließen durch die Gemeinde. Von 1887 bis 1976 war Lasbek Bahnstation der Bahnstrecke Schwarzenbek–Bad Oldesloe.

## Geschichte
Barkhorst wurde vermutlich um die Mitte des 16. Jahrhunderts von Pölitz abgeteilt und hielt fünf Hufen und eine Kate. Das im Besitz des Lübecker Heiligen-Geist-Hospitals befindliche Stadtstiftsdorf erreichte 1807 eine relative Selbstständigkeit, als das Hospital gegen eine jährliche Geldzahlung auf das Obereigentum an den Hofstellen verzichtete. Abgaben und Dienste blieben jedoch unverändert. Die durch den Ort führende, 1887 erbaute Eisenbahnlinie Oldesloe-Schwarzenbek erhielt in Barkhorst 1894 einen Personenhaltepunkt, der 1904 zu einer Haltestelle mit Güterverladung erweitert wurde. 1909 siedelte sich dort ein Mühlenbetrieb an. Die 1773 gegründete einklassige Schule bestand mit Unterbrechungen bis zum Anschluss an die Dörfergemeinschaftsschule in Bad Oldesloe 1973. Die 1898 zusammen mit Gut Krummbek gegründete Freiwillige Feuerwehr sorgt seitdem für den Brandschutz und die allgemeine Hilfe, insbesondere innerhalb der Gemeinde Lasbek. Im Jahre 1928 wurde der Gutsbezirk Krummbek der Gemeinde angegliedert. Bei der Auflösung der Gemeinde 1974 hatte Barkhorst 310 Einwohner.

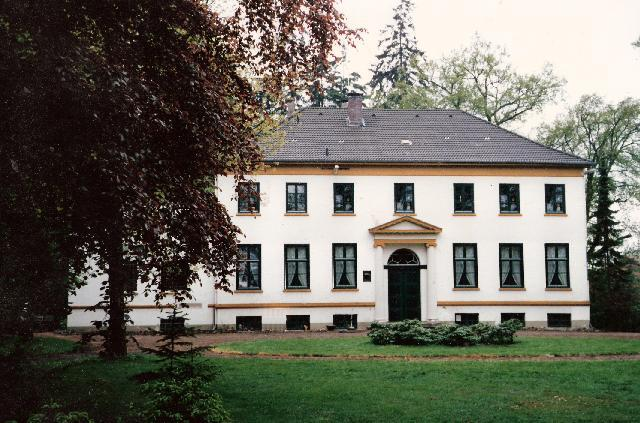
Herrenhaus Krummbek (1803)

Krummbek war im Hochmittelalter ein Bauerndorf, das ursprünglich dem Kloster Reinfeld gehörte und möglicherweise von diesem angelegt wurde. Der Name ist aus „krumm“ und „beke“ abgeleitet, was etwa „krummer Bach“ bedeutet. Nachdem es zunächst wüst gefallen war, wurde Krummbek ein Meierhof des Gutes Schulenburg. Im Jahre 1803 wurde der Meierhof vom Gut abgetrennt und als eigenständiges adliges Gut Krummbek verkauft. Erster Besitzer war Freiherr Ludwig Carl Christoph von Liliencron (1777–1846), für den vermutlich der Architekt Christian Frederik Hansen das klassizistische Herrenhaus errichtete. Eigentümer des Gutes waren in der Folge hanseatische Kaufleute, zuletzt Robert Jauch (1856–1909) aus der hamburgischen Familie Jauch. Im Jahre 1928 wurde der Gutsbezirk Krummbek (damalige Schreibweise Krumbek) aufgelöst und in die Gemeinde Barkhorst eingegliedert.
Lasbek-Dorf war ursprünglich das im Amt Tremsbüttel gelegene Dorf der gutsuntertänigen und dienstpflichtigen Bauern des adligen Gutes Lasbek (Lasbek-Gut). Es hielt sechs Vollhufen, 13 Zweidrittelhufen und drei Katen. Nach der Niederlegung und Parzellierung des Gutes 1777 wurde Lasbek-Dorf eigenständige Landgemeinde. Kirchort war Eichede. Schule, Feuerwehr, Spar- und Darlehenskasse und andere Einrichtungen wurden meist zusammen mit der Nachbargemeinde Lasbek-Gut betrieben. Im Jahre 1889 kam es zur Gründung der Genossenschaftsmeierei. In dem landwirtschaftlich geprägten Dorf gab es um 1900 vier Gastwirtschaften mit Saalbetrieb, ein Lohnunternehmen mit Dreschsatz und Dampflokomobile, Schmiede, Stellmacher, Bäcker und Hökereien. So entstand eine Mittelpunktfunktion auf unterster Ebene. Im Jahre 1932 wurde eine NSDAP-Ortsgruppe gegründet. Bei den Kommunalwahlen am 12. März 1933 hatte die NSDAP in Lasbek mit 90 % das höchste Wahlergebnis im Kreis Stormarn. Am 2. Mai 1945 wurden durch Kampfhandlungen zwischen britischen Truppen und einer SS-Einheit erhebliche Gebäudeschäden angerichtet. Fünf Zivilisten starben durch eine deutsche Fliegerbombe. Das Kriegsende brachte eine Verdoppelung der Einwohnerzahl durch Ostflüchtlinge und obdachlose Hamburger. Die Strukturveränderungen der Nachkriegszeit führten zur Schließung der Genossenschaftsmeierei (1965), der letzten Gastwirtschaft (1972) und der Schule (1973). Im Jahre 1974 hatte Lasbek-Dorf 485 Einwohner.
Lasbek-Gut entstand 1777 auf dem Areal des Gutes Lasbek, nachdem zuvor vergeblich versucht worden war, das Gut zu verpachten oder zu verkaufen. Das im Amt Tremsbüttel gelegene Gutsgelände von ca. 310 ha wurde in 15 Erbpachtstellen parzelliert und versteigert. Die Gutsgebäude wurden ebenfalls versteigert und bis auf die noch erhaltene Stangenkate abgebrochen. Der Ortsname Lasbek wurde 1387/88 erstmals urkundlich erwähnt. Der Familienname Lasbeke ist seit 1280 urkundlich belegt. Spätestens seit 1695 war das adlige Gut in gottorfischem Besitz. 1763 wurde es für 34000 Rthl. an Graf Nikolaus Luckner verpfändet. Die vermutlich seit dem 16. Jh. bestehende Wassermühle am Mühlenteich wurde 1979 zusammen mit dem dazugehörigen Ausflugslokal „Lasbeker Mühle“ abgerissen. Eine 1824 neben der Wassermühle errichtete Windmühle wurde nach Aufhebung des Mühlenzwangs im Amt Tremsbüttel 1839 nach Bargteheide versetzt. Schule und Feuerwehr wurden gemeinsam mit und in Lasbek-Dorf organisiert. 1936 wurde der Ort durch den Bau der Autobahn Hamburg-Lübeck räumlich von Lasbek-Dorf getrennt. Nach Aufgabe von drei Bauernhöfen siedelte sich 1915 auf 40 Hektar das Trabergestüt „Hansa“ (später „Gestüt Lasbek“) an. Heute nimmt es mit 140 ha ca. 40 % der ehemaligen Gemeinde Lasbek-Gut ein. Im Jahre 1974 hatte Lasbek-Gut 365 Einwohner.
Am 1. Februar 1974 haben sich die Gemeinden Barkhorst, Lasbek-Dorf und Lasbek-Gut zur Gemeinde Lasbek zusammengeschlossen.
Ende der 1980er Jahre rückte Lasbek in den Fokus des Staates, weil auf einem Bauernhof Terroristen der RAF vermutet wurden. Eine Konspirative Wohnung soll am 12. Dezember 1989 entdeckt worden sein.
Anfang des neuen Jahrtausends wurde auf einem Bauernhof in der Gemeinde einer der größten Waffenfunde der Nachkriegsgeschichte gemacht. Es handelte sich um ein Erdlager, das voll mit modernen Waffen und Munition war und von den Ordnungsorganen ausgehoben wurde.

## Politik

### Gemeindevertretung
Bei der Kommunalwahl am 14. Mai 2023 wurden insgesamt 13 Sitze vergeben. Von diesen erhielt die SPD sieben Sitze und die CDU sechs Sitze.

### Bürgermeister
Bürgermeister ist Harald Lodders (SPD). Zuletzt im Juni 2018 wurde der langjährige Bürgermeister von der Gemeindevertretung einstimmig in seinem Amt bestätigt.

### Wappen
| Wappen von Lasbek | Blasonierung: „Von Blau und Silber schräglinks geteilt, oben vier untereinander stehende schwebende goldene Wellenbalken, unten ein nach links aufrecht springender roter Lachs.“ |
| Wappen von Lasbek | Wappenbegründung: Der Lachs steht für die vermutete Herkunft des Ortsnamens. Die ehemalige Schreibweise Lasbeke wird als „Lachsbach“ gedeutet, da es in der Süderbeste früher Lachse gab. Die vier Wellenbalken weisen auf die vier Ortsteile hin, aus denen Lasbek gebildet wurde: Barkhorst, Krummbek, Lasbek-Dorf und Lasbek-Gut. |

## Kultur und Sehenswürdigkeiten

### Vereine und Organisationen
Die Freiwillige Feuerwehr Lasbek wurde am 14. Juni 1924 gegründet und hat derzeit etwa 50 Aktive. Ihr Fuhrpark besteht aus einem Löschgruppenfahrzeug (LF 10) und einem Mannschaftstransportfahrzeug (MTF).